# 女池村
女池村（めいけむら）は、かつて新潟県中蒲原郡にあった村。1901年11月1日に鳥屋野村との新設合併によって消滅し、現在は新潟市中央区の一部となっている。
以下の記述は合併直前当時の旧女池村に関しての記述であり、現在では名称等が異なる場合がある。なお、ここに記述されていない内容に関しては新潟市などの記事を参照。

## 沿革
- 1889年（明治22年）4月1日 - 町村制施行に伴い中蒲原郡女池新田、神道寺新田、米山新田、紫竹山新田、笹口新田、堀之内新田、小張ノ木新田が合併し、女池村が発足。村役場は紫竹山新田に設置[2]。
- 1901年（明治34年）11月1日 - 中蒲原郡鳥屋野村と合併し、鳥屋野村を新設して消滅。

## 地域構成
女池村は、合併した村名を継承する以下の大字で構成される。
女池（めいけ）
1889年（明治22年）まであった女池新田の区域。現在の新潟市中央区女池。
神道寺（かんどうじ）
1889年（明治22年）まであった神道寺新田の区域。現在の新潟市中央区神道寺。
米山（よねやま）
1889年（明治22年）まであった米山新田の区域。現在の新潟市中央区米山。
紫竹山（しちくやま）
1889年（明治22年）まであった紫竹山新田の区域。現在の新潟市中央区紫竹山。
笹口（ささぐち）
1889年（明治22年）まであった の区域。現在の新潟市中央区笹口。
堀之内（ほりのうち）
1889年（明治22年）まであった堀之内新田の区域。現在の新潟市中央区堀之内。
小張木（こばりのき）
1889年（明治22年）まであった小張ノ木新田の区域。現在の新潟市中央区小張木。

## 学校
- 女池尋常小学校（現新潟市立女池小学校）
- 笹口尋常小学校（現新潟市立笹口小学校）